# Chiromantis doriae
Chiromantis doriae es una especie de anfibios que habita en Camboya, China, India, Laos, Birmania, Tailandia y Vietnam.
Esta especie se encuentra en peligro de extinción por la pérdida de su hábitat natural.